# Weingut Dr. F. Weins-Prüm

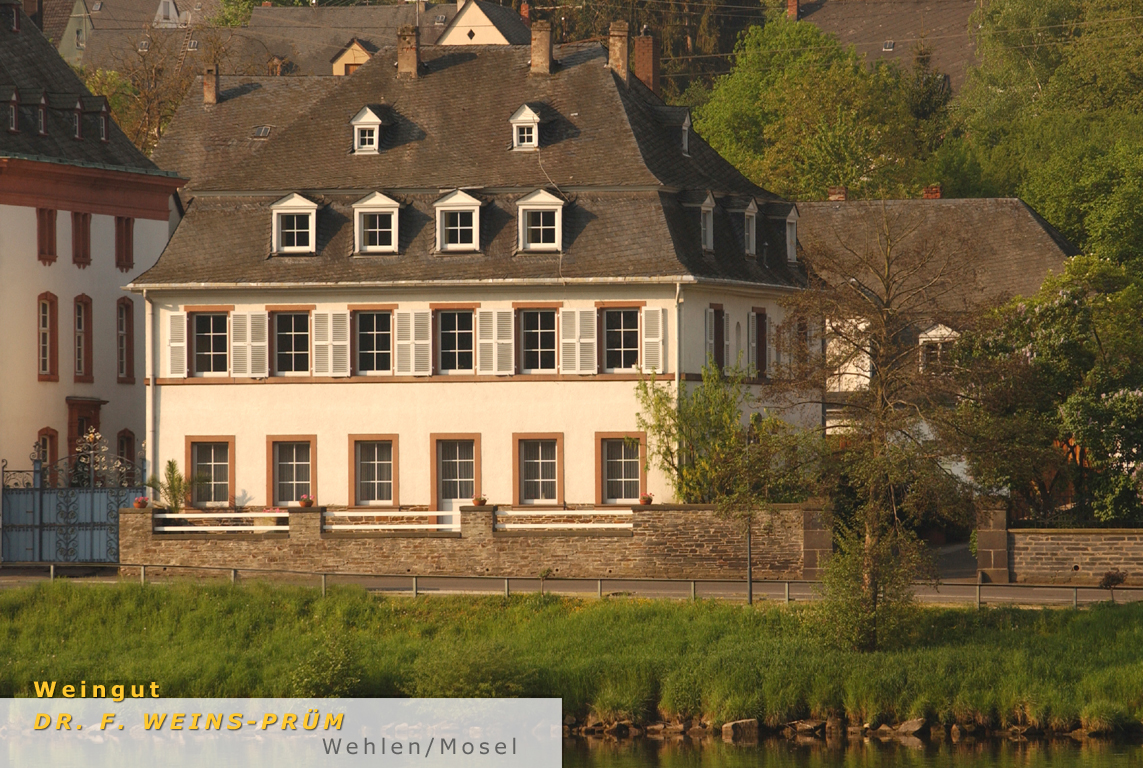
Weingut Dr. F. Weins-Prüm

Das Weingut Dr. F. Weins-Prüm ist ein Familienbetrieb in Bernkastel-Wehlen an der Mosel.

## Geschichte
Das Weingut ging im Jahr 1911 aus der Aufteilung des Betriebes von Mathias Prüm auf dessen sieben Kinder hervor (neben heutigen Betrieben wie Dr. Loosen, J. J. Prüm, S. A. Prüm). Die jüngste Tochter, Anna Maria Prüm, heiratete später Franz Weins, wodurch der Betrieb zu seinem heutigen Namen kam. Geführt wurde das Weingut bis 2015 von dessen Enkel Bert Selbach.
Das Unternehmen war Gründungsmitglied im Verband Deutscher Prädikatsweingüter (VDP).

## Lagen
Das vier Hektar große Weingut verfügt unter anderem über Steil- und Steilstlagen in der Wehlener Sonnenuhr, im Graacher Himmelreich und Domprobst sowie dem Ürziger Würzgarten. Besonderheit sind die Parzellen im ursprünglichen Teil der Lage Erdener Prälat. Die Lagen sind zu 100 % mit Riesling bestockt.

## Weine
Weinführer beschreiben die Weine von Bert Selbach als charakterstarke, klassische Mosel-Rieslinge.
Bert Selbach deckt mit seinem Sortiment alle Qualitätsstufen vom Qualitätswein bis hin zum Eiswein ab. Der Schwerpunkt liegt auf restsüßen Weinen. Der Betrieb kann heute vor allem in den USA eine recht hohe Beliebtheit verzeichnen.
Mehr als 25 Jahre wurde Dr. F. Weins-Prüm von Handelsblatt und Vinum durchgehend als eines der 100 besten Weingüter Deutschlands geführt.

## Presse
In Weinführern wie Gault-Millau, Eichelmann und Feinschmecker erreichte das Weingut Dr. F. Weins-Prüm stets Bewertungen von über 3 Sternen. In den USA wurden die Weine durch den Wine Spectator regelmäßig mit über 90 Punkten bewertet. Der Betrieb konnte auch gute Bewertungen von Robert Parker verzeichnen. Im Jahr 2004 wurde Dr. F. Weins-Prüm von André Dominé in dessen Buch „Wein“ mit 4 bis 5 Sternen als eines von zehn Spitzengütern klassifiziert.